# O Gud och Fader kär
O Gud och Fader kär är en kristen lovpsalm från 1757 av okänd engelsk författare. Översatt till svenska av Erik Nyström år 1893. Psalmen har två verser och riktar sig genomgående till Gud.
Melodin är i F-dur, 3/4 och är skriven av John Bacchus Dykes år 1868.

## Publicerad i
- Svenska Missionsförbundets sångbok 1920 som nr 413 under rubriken "Låvsånger"
- Psalmer och Sånger 1987 som nr 340 under rubriken "Lovsång och tillbedjan".[1]